# 伝馬町
伝馬町（てんまちょう）とは、江戸時代の城下町に置かれた町。伝馬役と呼ばれる領主（幕府・藩）のための伝馬およびそれに関連した夫役を負担していた。
今日でも「伝馬町」と称される地名が日本各地に残されている。

## 概要
江戸時代は領主の通信・交通・輸送のために伝馬の制度を整備し、本拠である城下町はその重要拠点となった。伝馬町はその城の大手門からほど近い場所に置かれるのが例であった。
江戸幕府の本拠地であった江戸の場合、江戸城の大手門にほど近い日本橋を中心に五街道が整備され、日本橋の周辺に五街道向けの伝馬を担う大伝馬町・南伝馬町と江戸内部の伝馬を担う小伝馬町が設けられた（南伝馬町は現在は京橋の一部となっているが、大伝馬町と小伝馬町は現在も日本橋大伝馬町・日本橋小伝馬町として地名が残る）。
時代とともに、伝馬町の住人で実際に伝馬に関わるのは伝馬役所が置かれた町名主の家などに限定され、多くの地主や家持は金銭などの形で伝馬役を負担した。伝馬町は伝馬役の負担によって城下町の他の地域よりも過重な負担を強いられたが、反面において交通網の整備に伴って商店や問屋などが進出して商業地域として発展する場合もあった。また、地域によっては特定商品の専売権を与えられることで負担に対する見返りが享受される場合もあった。